# Орехов, Виталий Владимирович
Вита́лий Влади́мирович Оре́хов (20 июля 1937, Тула — 16 ноября 2014, Красноярск) — советский и российский архитектор, народный архитектор Российской Федерации (2003), заслуженный архитектор РСФСР (1978), член-корреспондент АХ РСФСР (1988), РАСН (с 1998 года).

## Биография
Родился в Туле 20 июля 1937 года. Отец Орехова, Владимир Георгиевич Орехов, военный. Мать Орехова Мария, архитектор.
Все родственники и по матери, и по отцу выходцы из этого старинного города мастеров. Дед со стороны отца был известным кузнецом на Тульском оружейном заводе. Перед проходной стоит ещё дореволюционный памятник Петру I, самодержец с молотом у наковальни. Вот как раз наковальню и сделал дед Виталия Владимировича. В 1715 году по указу Петра I в тульской слободе было решено организовать производство фузей — ружей. Для этого в Тулу был направлен посланник, под началом которого и должно было  быть организовано это производство. Приехав, он остановился в доме "пожиточного кузнеца Никифора Орехова". Что касается материнской линии, то тут история семьи до определённого времени была покрыта завесой тайны. Все дело в том, что родители бабушки Виталия Владимировича, были речными судовладельцами на паях. В советские годы таким прошлым было опасно гордиться.
На смену династии оружейников пришла династия архитекторов. В семье Ореховых не одно поколение зодчих родилось. С архитектурой свою жизнь связали мать Виталия Владимировича, он сам, брат матери, двоюродная сестра. А двоюродный брат по отцовской линии стал знаменитым на весь мир скульптором.
— Мама хотела сделать из меня музыканта, - вспоминает Виталий Орехов. — Дело в том, что мой дед - её отец - в своё время обучил игре на фортепиано всех трёх дочерей. Несмотря на то что он был из рода крепостных, дед считал — детям необходимо дать широкое образование. Видимо мама решила действовать таким же методом и в моем воспитании - сделать музыку главным в жизни. Я честно ходил на занятия и даже закончил музыкальную школу, но музыкантом себя не видел. Уже в детские годы понимал, что хорошего исполнителя из меня не выйдет.
Маленький Виталий хотел быть, как мама — архитектором. В своё время ей довелось работать в мастерской Щусева, который построил Мавзолей, гостиницу «Москва», театр в Ташкенте и ряд других известных объектов, из которых мама Виталия Владимировича участвовала в разработке проекта печально известного дома на Лубянке.
Виталий Орехов с 11 лет уже начал целенаправленную подготовку в профильный институт: изучал книги по архитектуре и много рисовал.
Отец Орехова, Владимир Георгиевич Орехов, был далёк и от архитектуры, и от музыки, он был военным. Изначально он учился в московском Бауманском институте. Потом ушёл в военную бронетанковую академию. Специфика службы отца вносила коррективы в жизни всей семьи. Его регулярно пересылали по службе из одного города в другой. Семье приходилось переезжать вместе с ним. Так перед самой войной в 1941 году, отца направили в Ульяновск. Там семья и встретила День Победы.
После войны, в 1946 году, отца перевели в Харьков. В 1951 году отца Виталия Владимировича перевели в Ленинград. После окончания школы Орехов не отказался от своих первоначальных планов стать архитектором и поступил в 1954 году в Ленинградский инженерно-строительного институт (ЛИСИ). Благодаря тому, что был золотым медалистом, ему пришлось сдавать только экзамен по рисунку. С 1954 по 1960 года учился на архитектурном факультете. По итогам учёбы Виталию Владимировичу предложили работать в Ленинграде, но он сам был против этого и решил перераспределиться в Новосибирск. Но в сценарий вмешалась судьба. На защите диплома присутствовали гости из Красноярска, таким образом проектные институты высматривали подходящие кадры. Им приглянулся студент Орехов. Предложили поехать в Красноярск. Он без колебаний согласился, так как ему пообещали, что в Сибири он сможет реализовать свой проект стадиона (такой была тема диплома). И, как говорил Виталий Владимирович, он был настолько наивен, что поверил всему, что говорили. Так и оказался в 1960 году в столице Красноярского края. Орехов был направлен на работу в Красноярский проектный институт «Горстройпроект», где прошёл путь от архитектора до руководителя архитектурной мастерской. С 1979 года начальник архитектурной мастерской АМ-8. В 1989 г. он перешёл на работу в творческую мастерскую «Архпроект». Главный архитектор Центрального стадиона и Дворца спорта имени И. С. Ярыгина на о. Отдыха, Дворца пионеров и школьников (в соавторстве с В. Васильевым), высотного здания на Стрелке, стадиона «Локомотив» в Красноярске и др.

## Семья
Супруга: Орехова (Цанкель) Эмма Иосифовна. Дети: Орехова Марина Витальевна, Орехова Мария Витальевна

## Профессиональная деятельность

### Реализованные проекты
- Молодёжное кафе «Бирюса». В соавторстве с архитекторами Ниринбергом Павлом Рафаиловичем и Поповым. 1962.
- Реконструкция интерьера гостиницы «Север». 1964.
- Центральный стадион на о. Отдыха. 1965—1968 гг.
- Спортивно-прокатная база на о. Отдыха в соавторстве с архитектором Васильевым. 1967.
- Спальный корпус «Строитель» на 144 места курорта озера Шира в соавторстве с архитектором Скакуновым. 1968.
- Стартовый павильон лыжного стадиона. 1977.
- Реконструкция интерьера городского дома культуры в соавторстве с архитектором Демирхановым Арэгом Саркисовичем и скульптором Зеленовым.
- Колористическое решение фасадов института цветных металлов. 1978.
- Красноярский государственный цирк. Переработка типового проекта. 1971.
- Реконструкция интерьеров горисполкома. 1979.
- Дворец спорта имени Ивана Ярыгина на о. Отдыха в соавторстве с архитектором Агафоновым. 1981.
- Стадион «Локомотив» на 6500 мест в соавторстве с архитектором Муравьёвым Борисом Александровичем. 1983. - Стадион «Локомотив» открыт в 1930-х годах прошлого столетия и носит имя одного из первых добровольных спортивных обществ в СССР. Общество «Локомотив» объединяло спортсменов-любителей, работающих в системе железнодорожного транспорта и связанных с ним предприятий организаций. В обществе успешно развивались такие направления, как футбол, волейбол и хоккей с мячом. Нынешнее здание спортивного комплекса, а также трибуны и открытые площадки построены в 1983 г. в ходе полной реконструкции стадиона. За долгие годы работы спортивного комплекса «Локомотив» на его площадках прошло немало крупных спортивных соревнований: чемпионаты СССР и России по регби, спидвею, бейсболу, футболу, хоккею с мячом, городские, региональные и зональные турниры. Постоянно организовывалось массовое катание на коньках, занятия физкультурой для детских учреждений, школ, техникумов и вузов города. С 18.01.2013 право оперативного управления спортивным комплексом «Локомотив» получило Краевое государственное автономное учреждение «Региональный центр спортивных сооружений»[1].
- 30-ти этажный инженерно-лабораторный корпус института КАТЭКНИИуголь в соавторстве с архитектором Петровой Ниной Васильевной, начало строительства 1989 г.

Здание КАТЭКНИИУголь было построено за 9 месяцев в 1989 году, по экспериментальной технологии, «наращиванием» этажа над этажом. Конструкции были почти завершены, когда в связи с финансовыми трудностями в годы реформ строительство остановилось. В настоящее время существуют проекты завершения здания и пуска в эксплуатацию по другому назначению. (БЦ «Панорама»)
- Дворец пионеров на 1200 посещений в соавторстве с архитектором Васильевым. 1984.
- Жилые индивидуальные 9-ти этажные дома по ул. 9 Января, 2 и ул. Урицкого, 50 в соавторстве с архитектором Петровой Ниной Васильевной. 1984.
- Производственное здание отделения железной дороги в соавторстве с архитектором Петровой Ниной Васильевной, начало строительства 1986 г.
- Детская спортивная школа борьбы в соавторстве с архитектором Муравьёвым Борисом Александровичем. 1990.

### Интерьеры магазинов
- «Восток» 1972.
- «Звёздочка» 1973.
- «Молодая гвардия» в соавторстве с художником Сваловым. 1974.
- «Чайка» 1975.
- «Красноярский сувенир» 1975.
- «Дом одежды» 1975.
- «Сокол» 1976.
- «Экран» 1976.
- «Ермак» 1977.
- «Орбита» в соавторстве с Муравьёвым Борисом Александровичем. 1978.
- «Дом обуви» 1979.
- «Калачи» 1980.
- «Маяк» в соавторстве с художником Сваловым. 1981.
- «Волна» в соавторстве с художником Сваловым. 1981.
- «Бирюсинка» 1983.
- «Товары для женщин» 1984.
- «Детский мир» в соавторстве с художниками Набродовым, Журавлёвой и др. 1985.
- «ЦУМ» 1986.
- «Товары для мужчин» 1986.
- «Красноярская обувь» 1988.

### Нереализованные проекты
- Тренировочный каток и плавательный бассейн на о. Отдыха в соавторстве с архитектором Агафоновым.
- Детская спортшкола настольного тенниса в соавторстве с архитектором Горбуновым. 1981.
- Инженерно-лабораторный корпус института медицинских проблем Севера (начало строительства 1989 г.) в соавторстве с архитектором Петровой Ниной Васильевной. 1985.
- Творческие мастерские «Красноярскархпроекта».
- Реконструкция ангара под физкультурно-оздоровительный комплекс.

## Награды
- Народный архитектор Российской Федерации (2003)
- Заслуженный архитектор РСФСР (1978)

## Публикации
- Советский союз. 1967. №3.
- Салуцкий А. И сам Енисей восхищается им. Спортивная жизнь России. 1968. №1.
- Степанидин Г. Енисейчкая ладья. Спорт в СССР. 1968. №12.
- Орельский В. Творчество молодых. Архитектура. 1969. №6.
- Кассиль Л. Красноярская ладья. Неделя. 1969. №40.
- Белоусов В. Ладья над рекой. Литературная газета. 1969. №5.